# Daisy Jane
Daisy Jane è un brano musicale del gruppo musicale pop rock America, pubblicato nel 1975 come secondo singolo per il loro quinto album, Hearts. Fu scritto dal membro Gerry Beckley e prodotto da George Martin. La canzone, l'ultima del gruppo ad entrare nella Top 20, raggiunse la ventesima posizione della Billboard Hot 100, mentre si classificò invece al quarto posto nella Easy Listening chart. Ebbe un successo maggiore in Canada, raggiungendo la sedicesima posizione della Pop singles chart e la seconda della Adult Contemporary chart.
La canzone narra il viaggio di un uomo verso la città di Memphis, con l'obbiettivo di riconciliarsi con la sua amata che aveva lasciato nel luogo. Beckley, il quale scrisse il testo nel suo cottage di East Sussex, affermò a proposito: «Non c'è alcuna persona di nome Daisy Jane e non sono mai stato a Memphis». Il membro del gruppo dichiarò che la canzone "Hazey Jane" di Nick Drake gli diede l'idea di creare un suo brano, intitolato appunto "Daisy Jane".
La parte iniziale del singolo del 1987 "Let's Wait Awhile", di Janet Jackson, presenta una discreta somiglianza con quella di "Daisy Jane".
Una versione finlandese del brano, dal medesimo titolo, fu registrata da Reijo Karvonen per il suo album del 1975, Tulossa
Il singolo contiene sul lato B Tomorrow.